# فرانچسکو کوئین
فرانچسکو کوئین (انگلیسی: Francesco Quinn؛ ‏ ۲۲ مارس ۱۹۶۳ – ۵ اوت ۲۰۱۱) بازیگر اهل ایتالیا بود. وی بین سال‌های ۱۹۸۵ تا ۲۰۱۱ میلادی فعالیت می‌کرد.
از فیلم‌هایی که وی در آن نقش داشته است، می‌توان به جوخه، مرد کن، سوگلی، ولاد و قطار سریع‌السیر کازابلانکا اشاره کرد.